# ماهواره دیدبانی گازهای گلخانه‌ای
ماهواره دیدبانی گازهای گلخانه‌ای (انگلیسی: Greenhouse Gases Observing Satellite) یا به اختصار گوست (GOSAT) ماهواره ژاپنی دیدبانی زمین و نخستین ماهواره در دنیاست که با هدف پایش گازهای گلخانه‌ای ساخته شده‌است. ماهواره گوست به نام ایبوکی (Ibuki) نیز شناخته می‌شود. واژه ایبوکی (به ژاپنی: いぶき) در زبان ژاپنی به معنای تنفس و سرزندگی است.
ماهواره دیدبانی گازهای گلخانه‌ای غلظت دی‌اکسید کربن و متان را در ۵۶۰۰۰ نقطه از جو زمین اندازه‌گیری می‌کند. گوست توسط آژانس کاوش‌های هوافضای ژاپن (JAXA) ساخته شده و در ۲۳ ژانویه ۲۰۰۹ از مرکز فضایی تانیگاشیما به فضا پرتاب شد. وزارت محیط زیست ژاپن و انستیتو ملی مطالعات زیست‌محیطی این کشور از داده‌های گوست برای بررسی و پایش گازهای ایجادکننده اثر گلخانه‌ای استفاده کرده و این داده‌ها را در اختیار ناسا و دیگر سازمان‌های علمی دنیا قرار می‌دهند.

## پرتاب
ماهواره گوست با استفاده از نخستین سامانه بزرگ‌مقیاس یک‌بار مصرف پرتاب در ۲۳ ژانویه ۲۰۰۹ از مرکز فضایی تانیگاشیما که در جزیره‌ای کوچک در جنوب ژاپن واقع شده، به فضا پرتاب شد. حدود ۱۶ دقیق پس از پرتاب، جدا شدن ماهواره از راکت پرتاب‌کننده تأیید شد. پرتاب این ماهواره به دلیل هوای نامساعد با تاخیر دو روزه انجام شد.

## ابزارها
بر اساس اطلاعات آژانس کاوش‌های هوافضای ژاپن ماهواره گوست مجهز به سنجنده دیدبانی گازهای گلخانه‌ای (TANSO-FTS) و سنجنده ابر و هواپخش است. سنجنده دیدبانی گازهای گلخانه‌ای ماهواره گوست محدوده وسیعی از طول موج الکترومغناطیس (مادون قرمز نزدیک و مادون قرمز حرارتی) را به همراه باند مادون قرمز به منظور افزایش دقت عملیات، دیدبانی می‌کند. گوست از یک طیف‌سنج برای اندازه‌گیری عناصر و مواد موجود در جو زمین بر اساس نحوه پاسخ آن‌ها به انواع مشخص نور بهره می‌گیرد. این فناوری به ماهواره اجازه می‌دهد تا تراکم گازهای گلخانه‌ای در جو زمین را با دقت و وضح بسیار بالا اندازه‌گیری نماید.